# Petr Mikolanda
Petr Mikolanda (* 12. září 1984) je český fotbalový trenér a bývalý hráč. Po zotavení ze závažného onemocnění pracuje v současnosti ve společnosti Sport Invest International, která zastupuje sportovce (včetně fotbalových hráčů). Také se věnuje komentování fotbalového dění, glosuje např. události v Gambrinus lize.

## Klubová kariéra
Hrát začal v žáčcích za Motorlet Praha, pak hostoval v dorostu pražské Slavie a v roce 2003 se stal hráčem FK Viktoria Žižkov.
Odtud po dvou letech odešel na testování do anglického týmu West Ham United, kde uspěl. Zde odehrál několik zápasů za rezervu tohoto mužstva, do A-týmu se neprosadil. Poté Petr Mikolanda hostoval postupně v Northamptonu, Swindonu a Rushden & Diamonds. Následně se vrátil v květnu 2006 zpět do České republiky, kde začal hrát za FK Mladá Boleslav. Tím ovšem porušil smlouvu s Viktorií Žižkov a fotbalová arbitrážní komise mu nařídila klubu uhradit částku 8 milionů Kč, později se s klubem dohodl na mimosoudním vyrovnání. V Mladé Boleslavi hrál jen do května 2007, kdy jej postihly zdravotní problémy.
I přes nesouhlas lékařů se rozhodl v roce 2010 s postupným uzdravováním zkusit hrát fotbal za Viktorku Žižkov ve 2. lize. Nastupoval i za divizní SK Horní Měcholupy. V sezóně 2015/2016 působil ve středočeském krajském přeboru v celku SK Lhota.

## Reprezentační kariéra
Mikolanda působil v českých reprezentačních výběrech U19 (7 zápasů, 5 gólů), U20 (2 zápasy, 0 gólů) a U21 (14 zápasů, 2 góly).

### Reprezentační góly
Góly Petra Mikolandy v české reprezentaci do 21 let 
| Gól | Datum       | Stadion                         | Soupeř   | Skóre (min.) | Výsledek | Soutěž          |
| --- | ----------- | ------------------------------- | -------- | ------------ | -------- | --------------- |
| 010 | 22. 5. 2004 | Městský stadion, Mladá Boleslav | Turecko  | 01:00 (61.)  | 1:0      | přátelský zápas |
| 02  | 23. 6. 2004 | Kyjev, Ukrajina                 | Ukrajina | 01:10 (68.)  | 1:1      | přátelský zápas |

## Trenérská činnost
I přes tyto problémy i nutnost uhradit svůj dluh se vrátil do pražského klubu. Získal trenérskou licenci a začal pracovat jako trenér u žáků, dorostu a občas i u A-týmu v FK Viktoria Žižkov. Od léta roku 2020 působí u divizního týmu FC Horky nad Jizerou. Nyní působí jako trenér týmu FK Benešov.

## Závažná onemocnění
Po nedoléčené chřipce se objevil zánět ledvin, během pobytu v nemocnici následovaly dva infarkty, takže zde strávil přes půl roku. Podstoupil transplantaci ledviny. Obě ledviny mu pracovaly na 40%. Po dalších zdravotních komplikacích (pásový opar, otrava draslíkem) začal trávit týdně 18 hodin na dialýze a polykal 30 - 40 prášků denně. Po infarktech ztratil část znalostí jazyků (např. francouzštinu).[zdroj?]